# كريستيان باكر
كريستيان باكر (13 ديسمبر 1965 -) (بالألمانية: Kristiane Backer) أو كريستيانه باكر  (النطق بالألمانية)  إعلامية ألمانية سابقًا ولدت في في هامبورغ بألمانيا، كانت إعلامية في التلفاز الألماني، كما قدمت البرنامج الغنائي «إم تي في» في التلفزيون البريطاني «بي بي سي»، بالإضافة لكونها صحافية وكاتبة. اعتنقت الإسلام عام 1995، وتقيم حالياً في لندن.

## عملها
- عملت كريستيان من 1987 حتى 1989 كمتدربة في محطة راديو هامبورغ الخاص.
- وفي 1989 أصبحت المذيعة الألمانية الأولى لتقديمها برنامج (video jockey) حيث كان البرنامج الموسيقي الوحيد باللغة الإنجليزية لجميع انحاء أوروبا، قدمت كريستان العديد من البرامج على قناة إم تي في أوروبا (MTV Europe) حتى 1996.
- وفي ذات الوقت أنشأت برنامج للشباب على قناة برافو تي في (Bravo TV) من العام 1992 حتى 1995.
- تم تكريم كريستان بعدد من الجوائز وذلك لانجازاتها خلال عملها في التلفاز، من هذه الجوائز: جائزة جولدن كاميرا وجائزتين جولدن أوتو.

خلال عمل كريستان في قناة إم تي في استضافت تقرير كوكا كولا، أعلى 20 في أوروبا، اليقظة في البرية.
- وبعد العام 1996 عملت لمدة عامين في البرنامج اليومي الثقافي ذا تيكت إن بي ي في قناة إن بي ي أوروبا (NBC Europe).
- وبعد انقطاع عدة اعوام عن العمل في التلفاز، عادت كريستان إلى عملها المعتاد عام 2009، إضافة إلى عملها في برنامج الرحلات لقناة ترافل (Travel Channel)، وبرنامج شؤون الأديان للقناة الدولية (Ebru TV)، كما استضافت في برامجها أيضا العديد المشاريع التجارية الأوروبية وشاركت في المؤتمرات والمهرجانات واحتفالات توزيع الجوائز.

## حياتها الخاصة
في عام 1992، بدأت باكر بمواعدة لاعب الكريكيت الباكستاني ورئيس الوزراء السابق عمران خان الذي أعطاها كتبًا عن الإسلام وأخذها في رحلة معه عبر باكستان. في عام 1995، تحولت إلى الإسلام السني من البروتستانتية. انتهت العلاقة مع عمران بعد ثلاث سنوات. وفقًا لباكر كانت تخطط مع خان للزواج والانتقال إلى سكاردو.
لا ترتدي باكر الحجاب في جميع الأوقات لكنها تصر على أن النساء اللواتي يغطين أنفسهن لا يتعرضن للتمييز بل يتم احترامهن. في مايو 2009 نشرت كتاب بعنوان (من قناة إم تي في إلى مكة - كيف غيّر الإسلام حياتي).
في 14 أبريل 2006، تزوجت من الصحفي التلفزيوني المغربي رشيد جعفر. لكنها انفصلت عنه فيما بعد. تعيش باكر في لندن وتعمل مستشارًا للفنون الجميلة.

## إصداراتها
- كتاب «من قناة إم تي في (MTV) إلى مكة، كيف غير الإسلام في حياتي»، 2009 (From MTV to Mecca: How Islam has changed my life, 2009).
- كتاب «الإسلام كوسيلة القلب: لماذا أنا مسلمة»، 2010 (Islam as a Way of the Heart: Why I am a Muslim, 2010).

## وصلات خارجية
- كريستيان باكر على موقع IMDb (الإنجليزية)
- كريستيان باكر على موقع ميوزك برينز (الإنجليزية)
- كريستيان باكر على موقع قاعدة بيانات الفيلم (الإنجليزية)

- Kristiane Backer bei YouTube - Channel auf YouTube
- Kristiane Backer bei Facebook - bei Facebook
- „Der Islam ist sehr zugänglich“, Interview mit der islamischen Zeitung vom 11. Oktober 2006
- Interview mit Kristiane Backer, Interview mit der Zeitschrift Ayasofya vom 30. April 2011
- Biographie Kristiane Backers نسخة محفوظة 22 مارس 2012 على موقع واي باك مشين. bei Matters of Faith (englisch)